# ورد مفلطح الأوراق
ورد مفلطح الأوراق (الاسم العلمي: Rosa obtusifolia) هو نوع من النباتات يتبع جنس الورد من الفصيلة الوردية موطنه أوروبا، تحديدًا في فرنسا.